# Tsubasa Imai
Imai Tsubasa (Imai Tsubasa, 14 de octubre de 1981) es un actor, talento, cantante y miembro del dúo activo Tackey & Tsubasa.
Nació en la Prefectura de Kanagawa. Miembro de Johnny & Associates, Inc.

## Historia
- Ingresó Johnny & Associates, Inc. desde 1995. Sus compañeros de trabajo Takizawa Hideaki y Yara Tomoyuki ingresaron el mismo día.[2]
- Durante la era Johnny's Jr., junto con Sakurai Shō formaron el dúo Tsubasashōgumi (翼翔組).[3]
- Septiembre de 2002, con Hideaki Takizawa se formó el aún activo dúo Tackey & Tsubasa.[3]
- En 2005, en la competición HatGrandPrix 2015 recibió el premio ganador del equipo masculino.[4]
- El 24 de febrero de 2010, debutó como solista con el sencillo BACKBORN.
- El 14 de junio de 2012, fue elegido como primer embajador cultural entre España y Japón.[5]
- En diciembre de 2012, trabajó como primer bailarín japonés invitado en el festival BURN THE FLOOR en el Nippon Kōen.[6]
- El 26 de abril de 2013, fue el primer talento de Johnny & Associates en relaizar una conferencia especial en el departamento de relaciones internacionales de la Universidad de Japón en Español.[7]
- El 21 de mayo de 2013, asistió al Fashion Show de la marca española LOEWE que tuvo lugar en la embajada Española de Japón, donde realizó un discurso en español de pre-apertura en conmemoración del 400 aniversario del intercambio cultural entre ambos países.[8][9]
- El 11 de junio de 2013, en el Teatro Real de Madrid, durante la visita a España del hijo del emperador de Japón, Naruhito, al príncipe de España Felipe VI en aquella fecha. Ambos matrimonios, el de Naruhito y Felipe VI apreciaron el concierto de apertura del acto memorial del 400 aniversario de intercambio cultural entre España y Japón, donde Imai Tsubasa interpretó el papel de Hasekura Tsunenaga.[10] Tras la actuación, Naruhito le dijo en una conversación informal tras la actuación, "Me siento muy honrado de que hayas sabido interpretar el papel y el tiempo del personaje dentro de la obra, ha sido todo un honor"[10] El 12 de junio de ese mismo año, en el Museo Nacional de Artes Decorativas, recibió el agradecimiento de Naruhito por su embllemática puesta en escena.[11]
- 17 de septiembre de 2013, ingresó como embajador de buena voluntad en el 400 aniversario de itnercambio cultural entre Japón y España.[12]

## Filmografía
- Mokuyou no Kaidan (1995)
- The Cure (1995, doblaje japonés) - Pone voz a Dexter
- Brothers (1998)
- Summer Snow (2000)
- Never Land (2001)
- Saigo no Bengonin (The Last Lawyer) (2003)
- Yoshitsune (2005)
- Haru to Natsu (2005)

### Otros
- JOURNEY of DAISUKE MATSUI with TSUBASA IMAI（21 de marzo de 2012, Johnny's Entertainment）
  - Documental personal sobre el jugador de futbol Matsui Daisuke. Imai Tsubasa actúa como navegador.

## Discografía

### Sencillos
1. BACKBORN (24 de febrero de 2010)

### Conciertos
| Título                                                               | Fecha de lanzamiento    | Código de producto                                                       | Observaciones |
| -------------------------------------------------------------------- | ----------------------- | ------------------------------------------------------------------------ | --- |
| TSUBASA IMAI Tsubasa Tamashii (翼魂)                                 | Febrero de 2005         | (DVD9 YYYY-00051 (VHS)YYYY-00052                                         | Grabación del evento realizado en Harajuku Shin-BigTop Artículo limitado en la web de Johnny's. |
| Tsubasa Imai 1st tour 23 to 24                                       | 16 de agosto de 2006    | AVBD-91427                                                               | DVD del Solo Live Tour que acogió a más de 60.000 personas a lo largo de 10 ciudades por todo el país de septiembre hasta diciembre de 2005. Obtuvo la posición número 1 en el ranking semanal publicado por ORICON. |
| ☆Dance and Rock★ TSUBASA IMAI Tour'09                                | 5 de agosto de 2009     | (Edición limitada) AVBD-91733 - 94734/B (Edición ordinaria) AVBD-91735/B | DVD del Tour que tuvo lugar entre enero y abril de 2009. Ambas ediciones, limitada y ordinaria, incluyen un BONUS CD especial con 4 canciones. Obtuvo la posición número 1 en el ranking semanal publicado por ORICON. |
| PLAYZONE 2010 ROAD TO PLAYZONE                                       | 10 de noviembre de 2010 | JEBN-0102/3                                                              | DVD del ROAD TO PLAYZONE que tuvo lugar en el Teatro de las Artes de Umeda y en el Teatro Aoyama entre julio y agosto de 2010. Como contenido especial incluye entrenamientos, aparición en escena de visitantes invitados y día final. |
| PLAYZONE'11 SONG&DANC'N.                                             | 2 de noviembre de 2011  | JEBN-0127/8                                                              | DVD del PLAYZONE'11 SONG&DANC'N. que tuvo lugar en el Teatro de las Artes de Umeda, en el Teatro Chuunichi de Aichi y en el Teatro Aoyama de Tokio entre julio y agosto de 2011 Como contenido especial incluye entrenamientos, rueda de prensa, visitantes invitados, día final, etc. |
| TSUBASA IMAI LHTOUR 2011 Dance&Rock Third Floor 〜DiVelN to SExaLiVe | 25 de enero de 2012     | (Edición limitada) AVBD-91932 - 91933/B (Edición ordinaria) AVBD-91934/B | Ambas ediciones, limitada y ordinaria incluyen un BONUS CD con 3 canciones en vivo. Además, la edición limitada incluye como contenido especial imágenes del backstage del tour y entrevista a Imai Tsubasa. La edición ordinaria incluye un video especial donde Tsubasa canta con Hideaki Takizawa juntos su canción Yume monogatari, cuando Tackey fue a ver durante el último día de concierto. |
| PLAYZONE'12 SONG&DANC'N PARTII                                       | 31 de octubre de 2012   | JEBN-0143/4                                                              | DVD del PLAYZONE'12 SONG&DANC'N PARTII que tubo lugar en el teatro Aoyama de Tokio en julio - agosto de 2012 Como contenido especial incluye vídeos entrenamiento y entrevista, rueda de prensa, backstage, visitantes invitados y más |

## Apariciones

### Programas de documentales
- Kurashitemiru tabi ~SUPEIN·ORIIBU mura de HOOMUSUTEI (暮らしてみる旅〜スペイン・オリーブ村でホームステイ; Viaje de prueba en vivo ~ Haciendo "Home Stay" en campos de olivos españoles) (3 de enero de 2010)
- Imai Tsubasa× Hasekura Tsunenaga "Ooinaru tabi" e no chousen (“大いなる旅”への挑戦; Desafío hacia el gran viaje) (19 de agosto de 2013)

### Programas lingüísticos
- TEREBI de SUPEINgo（Del 31 de marzo al 22 de septiembre de 2011 en NHK Televisión Educativa)[13]

### RADIO
- Tsubasa no to base (Bunka Housou)
- MORNING STEPS "Imai Tsubasa no GO!GO!BayStars" (FM YOKOHAMA)

### CM
- LOTTE
  - "KOARA NO MAACHI" (コアラのマーチ; El Marzo del Coala)
  - "GUREEPU AISU" (グレープアイス; Helado de uva)
- CALPIS "nude"
- House Foods "Tongari KOON" (とんがりコーン; Conos de maíz)
- NISSIN FOODS CHIRUDO "Tsukemen no tatsujin" (つけ麺の達人; El maestro de los tallarines) (febrero de 2011)[14]

## Publicaciones
- Boku no rakuen (僕の楽園; Mi paraíso) (30 de mayo de 2010, Shūeisha) ISBN 978-4-08-780563-5

### En revistas
- Tsubasa no ippen (翼の一片; Mis piezas) TV PIA (De mayo de 2007 al 25 de septiembre de 2013, en total 159 veces)
- Naci para volar., Gekkan PASEO FLAMENCO (julio de 2013)
- Boku no shuyoku (ぼくの主翼; Mis alas principales) : ROLa (cada segundo) (agosto de 2013)